# Cyphocardamum aretioides
Cyphocardamum aretioides là một loài thực vật có hoa trong họ Cải. Loài này được Hedge mô tả khoa học đầu tiên năm 1968.